# Charchigné
Charchigné és un municipi francès situat al departament de Mayenne i a la regió de País del Loira. L'any 2007 tenia 483 habitants.

## Demografia

### Població
El 2007 la població de fet de Charchigné era de 483 persones. Hi havia 180 famílies de les quals 43 eren unipersonals (20 homes vivint sols i 23 dones vivint soles), 59 parelles sense fills, 70 parelles amb fills i 8 famílies monoparentals amb fills.
La població ha evolucionat segons el següent gràfic:
Habitants censats

### Habitatges
El 2007 hi havia 236 habitatges, 185 eren l'habitatge principal de la família, 35 eren segones residències i 17 estaven desocupats. 227 eren cases i 2 eren apartaments. Dels 185 habitatges principals, 127 estaven ocupats pels seus propietaris, 56 estaven llogats i ocupats pels llogaters i 2 estaven cedits a títol gratuït; 2 tenien una cambra, 12 en tenien dues, 32 en tenien tres, 51 en tenien quatre i 88 en tenien cinc o més. 155 habitatges disposaven pel capbaix d'una plaça de pàrquing. A 90 habitatges hi havia un automòbil i a 83 n'hi havia dos o més.

### Piràmide de població
La piràmide de població per edats i sexe el 2009 era:
| Homes | Edats   | Dones |
| ----- | ------- | ----- |
| 0     | 95 o +  | 0     |
| 0     | 90 a 94 | 0     |
| 4     | 85 a 89 | 0     |
| 4     | 80 a 84 | 0     |
| 16    | 75 a 79 | 12    |
| 4     | 70 a 74 | 16    |
| 12    | 65 a 69 | 12    |
| 4     | 60 a 64 | 8     |
| 8     | 55 a 59 | 8     |
| 8     | 50 a 54 | 4     |
| 16    | 45 a 49 | 16    |
| 12    | 40 a 44 | 12    |
| 24    | 35 a 39 | 8     |
| 28    | 30 a 34 | 12    |
| 20    | 25 a 29 | 32    |
| 12    | 20 a 24 | 16    |
| 8     | 15 a 19 | 12    |
| 4     | 10 a 14 | 4     |
| 20    | 5 a 9   | 8     |
| 16    | 0 a 4   | 24    |

## Economia
El 2007 la població en edat de treballar era de 284 persones, 212 eren actives i 72 eren inactives. De les 212 persones actives 204 estaven ocupades (118 homes i 86 dones) i 8 estaven aturades (2 homes i 6 dones). De les 72 persones inactives 36 estaven jubilades, 16 estaven estudiant i 20 estaven classificades com a «altres inactius».

### Ingressos
El 2009 a Charchigné hi havia 190 unitats fiscals que integraven 501 persones, la mediana anual d'ingressos fiscals per persona era de 15.578 €.

### Activitats econòmiques
Dels 10 establiments que hi havia el 2007, 3 eren d'empreses alimentàries, 1 d'una empresa de construcció, 2 d'empreses de comerç i reparació d'automòbils, 2 d'empreses d'hostatgeria i restauració, 1 d'una empresa financera i 1 d'una empresa de serveis.
L'únic servei als particulars que hi havia el 2009 era un restaurant.
L'únic establiment comercial que hi havia el 2009 era una fleca.
L'any 2000 a Charchigné hi havia 40 explotacions agrícoles que ocupaven un total de 1.140 hectàrees.

## Equipaments sanitaris i escolars
El 2009 hi havia una escola elemental.

## Poblacions més properes
El següent diagrama mostra les poblacions més properes.